# Край (альбом)
«Край» — одиннадцатый студийный альбом российского музыканта Дельфина. Выпущен 15 ноября 2019 года.

## Об альбоме
26 сентября 2019 года на официальном YouTube-канале музыканта был опубликован видеоклип на новую песню «J2000.0» с готовящегося альбома. 10 ноября вышел тизер грядущего альбома. В коротком видео было показано, как Дельфин приезжает на пляж и закапывает на берегу труп. Позже музыкант пояснил, что это были кадры из готовящегося полнометражного художественного фильма, информацию о котором он не может раскрывать раньше времени. 12 ноября в московском клубе Red Roof состоялся Public Talk Дельфина. Мероприятие было приурочено к выходу нового альбома, ведущим выступил редактор журнала Esquire Сергей Минаев. Пришедшие на мероприятие зрители могли задавать любые свои вопросы музыканту. Дельфин впервые в своей карьере участвовал в подобного рода пресс-конференции. Музыкант ответил и на вопрос относительно названия нового альбома: «Ничего страшного со мной не происходит, всё в порядке. Но была достигнута черта и был достигнут определённый край. И если мы ещё сделаем отсылку к английскому глаголу [cry], то это тоже имеет место быть». После ответов на вопросы Дельфин отыграл диджей-сет. Новый альбом вышел в свет 15 ноября. Концертная презентация альбома прошла 5 декабря в Санкт-Петербурге и 7 декабря в Москве.

## Критика
Данила Головкин с сайта InterMedia отмечает, что альбом «кажется если не логическим продолжением предыдущего диска, то его обратной стороной», поскольку «тревога прошлого релиза сменилась фатализмом и надменной констатацией безысходности». По мнению рецензента суть нового альбома «в раскрытии событий внешнего мира через внутренние переживания отдельного, хоть и собирательного участника процесса». В плане музыки было отмечено, что по сравнению с прошлым альбомом аранжировки стали более электронными, в то время как подача наоборот стала более монотонной. Автор оценил альбом на 8,5 баллов из 10. «Он тонко чувствует изменения и считает своим долгом о них говорить. Абстрактно, иногда завуалированно, но метко и громко. Альбом „Край“ — необходимость для артиста и для страны, ведь о проблемах надо говорить, чтобы их решать», — отмечает издание Eatmusic.

## Видеоклипы
Клип на песню «J2000.0» был опубликован ещё 26 сентября. Режиссёром выступил Иван Соснин, автор нескольких короткометражных фильмов. По сюжету видео над Землёй появляется НЛО, которое распыляет вирус любви, что вызывает влечение людей друг к другу. Тем не менее учёные и военные принимают решение атаковать неопознанные объекты. Сам Дельфин появился в клипе только в самом конце на несколько секунд.
На пресс-конференции музыкант рассказал, что на песни с альбома готовится ещё несколько видео.
1 июня 2020 года состоялась премьера клипа на песню «Лето», режиссёром которого выступил Валентин Блох. Видео содержит документальные кадры похорон диктаторов разных стран, а сами музыканты позируют в костюмах, стилизованных под мундиры офицеров СС, и пьют кровь.

## Список композиций
Слова и музыка всех песен — Андрей Лысиков.
| №                   | Название            | Длительность |
| ------------------- | ------------------- | ------------ |
| 1.                  | «J2000.0»           | 4:05         |
| 2.                  | «Лето»              | 3:51         |
| 3.                  | «Joy Stick»         | 3:46         |
| 4.                  | «МСКВ»              | 4:39         |
| 5.                  | «1984»              | 4:45         |
| 6.                  | «Крошки»            | 5:19         |
| 7.                  | «Твоим»             | 4:32         |
| Общая длительность: | Общая длительность: | 30:54        |

## Участники записи
- Дельфин — вокал
- Игорь Бабко — гитара
- Василий Яковлев — ударные